# Ilam (państwo)

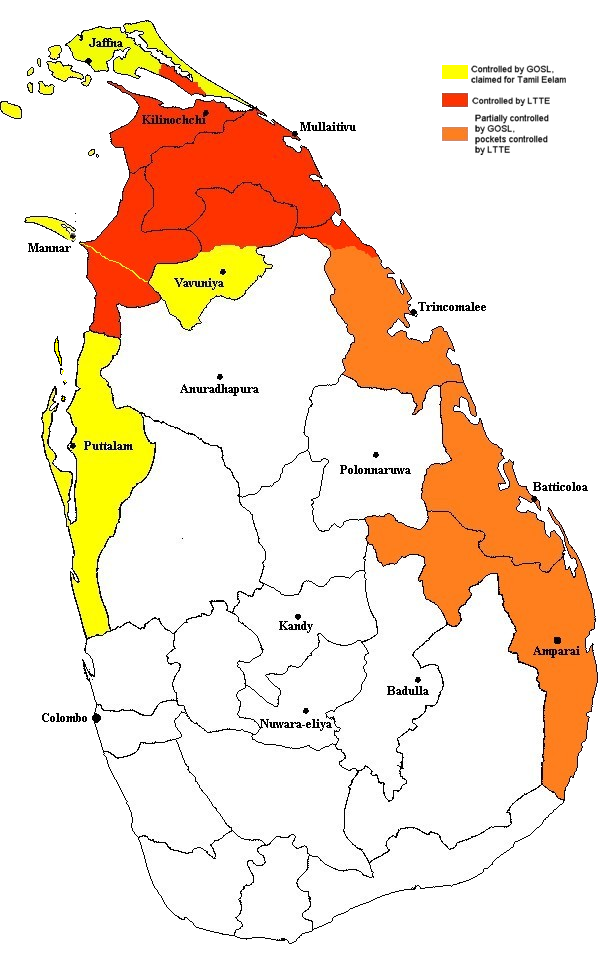
Ilam w grudniu 2005. Czerwone obszary są przez bojowników faktycznie kontrolowane, a pomarańczowe – to obszary kontrolowane jedynie częściowo. Żółte kontroluje w całości rząd Sri Lanki.

Ilam (tamilski தமிழ் ஈழம Tamiḻ Īḻam) – państwo, o którego utworzenie walczyła organizacja Tamilskie Tygrysy. Jego stolicą miało być Trikunamalaja. Do 2009 około 30-40 proc. ziem, które według Tygrysów miały być częścią Ilamu, w tym stolica, pozostawały pod kontrolą rządu Sri Lanki. Pozostałe ziemie były przez tamilską ludność traktowane jak niepodległe państwo, którego przywódcą (prezydentem) kraju był Velupillai Prabhakaran. W wyniku lankijskiej ofensywy trwającej od 2006, której nasilenie nastąpiło w kwietniu i maju 2009, całość terenów Ilamu dostała się pod kontrolę rządu Sri Lanki (ostatnie oddziały tamilskie skapitulowały 16 maja).
Terytoria znajdujące się pod kontrolą Tamilskich Tygrysów de facto stanowiły odrębne państwo, a Ilam posiadał:
- własny rząd i administrację
- własną armię (siły lądowe, morskie i powietrzne)
- własną policję
- własne sądownictwo
- własny system opieki zdrowotnej
- własny system edukacyjny
- własny system bankowy (Bank Tamilskiego Ilamu)
- własny system pocztowy
- własne radio (Głos Tygrysów) i telewizję (Narodowa Telewizja Tamilskiego Ilamu).

Wszystkie te organy i instytucje zostały zlikwidowane po klęsce Tamilskich Tygrysów w wojnie z armią lankijską.